# Nathan Ellington
Nathan Levi Fontaine Ellington, angleški nogometaš in trener, * 2. julij 1981, Bradford, West Yorkshire, Anglija, Združeno kraljestvo.
Ellington je nekdanji nogometni napadalec.